# Association sportive étaploise football
Maillots
Actualités
L'AS Étaples est un club sportif français de football basé à Étaples, réputé pour son équipe de beach soccer.

## Histoire

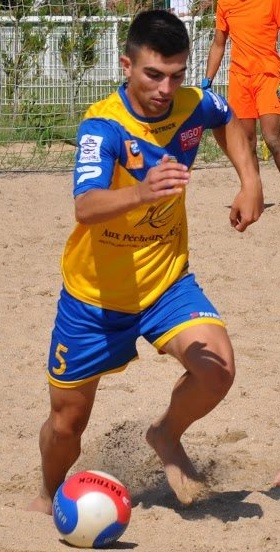
Martin Wallon, un des fondateurs, en 2017.

La section beach soccer de l'ASE débute rapidement en compétition emmenée par les amis Martin Wallon-Quentin Gosselin, défenseurs centraux de l'équipe de football. L'équipe sur sable remporte le titre du District dès la première année et en finissant finaliste malheureux de la compétition régionale contre le LBS Dunkerque.
En 2016, il remporte le titre de District et de la Ligue et participe pour la première fois au National Beach Soccer. 

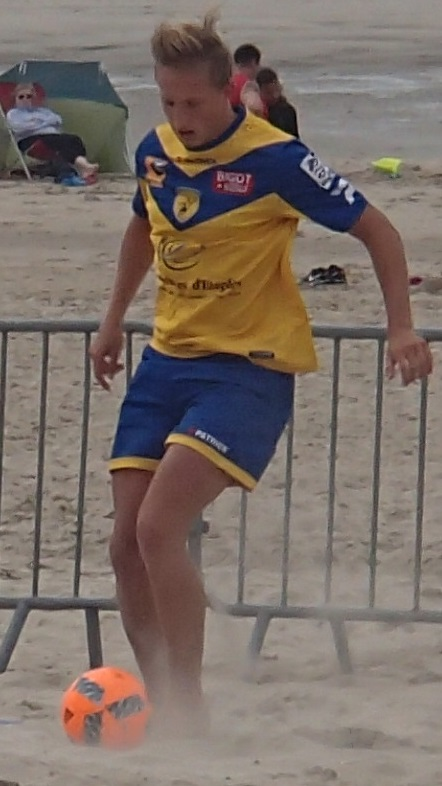
Quentin Gosselin lors de la finale régionale de 2017

En 2017, l'ASE conserve son titre de champion de District, est à nouveau finaliste du championnat de Ligue et participe pour la deuxième fois au National Beach Soccer, accrochant la 7e place.
En 2018, l'AS Étaples connaît une année couronnée de succès : champion de District, champion de la Ligue et participation au NBS.

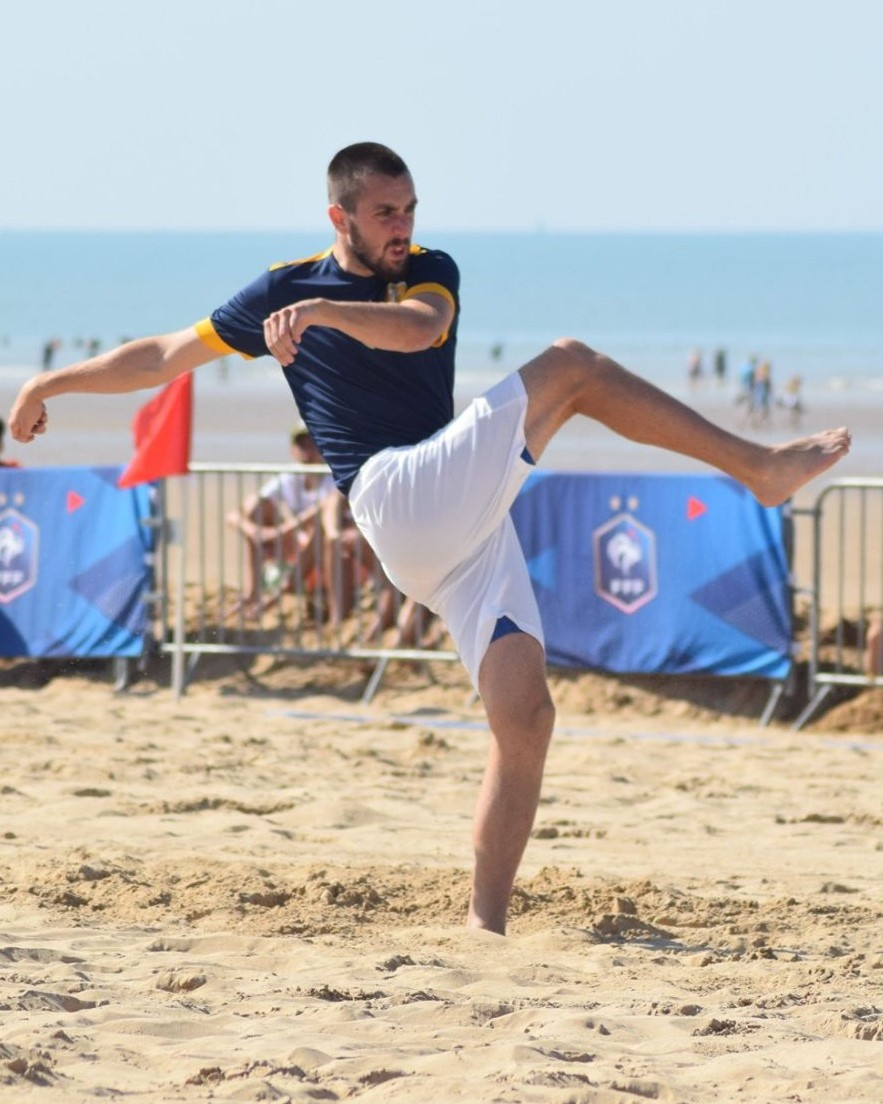
Maxime Legal en 2019.

En 2019, l'équipe remporte son 3e titre de champion régional et termine à la 5e place au National Beach Soccer.
Après deux éditions annulées pour raisons sanitaires, l'ASE se qualifie pour le National Beach Soccer 2022. La formation emmenée par Quentin Gosselin, capitaine de l’équipe de France, s'incline en finale face aux joueurs de La Grande-Motte (5-1), et est donc vice-championne de France 2022.

## Identité et image
L'AS Étaples est fondée en tant que club sportif, régi par la loi sur les associations établie en 1901 affilié à la Fédération française de football sous le numéro 501069. L'ASE est, de plus, affiliés à la Ligue de football des Hauts-de-France et son district de la Côte d'Opale.
Les couleurs du club sont le bleu et le jaune.

## Palmarès

### Titres et trophées
- Championnat de France
  - Finaliste : 2022
- Championnat de la Ligue des Hauts-de-France
  - Champion : 2016, 2018 et 2019
  - Finaliste : 2017
- Championnat de la Ligue du Nord-Pas-de-Calais
  - Finaliste : 2015
- Championnat du District de la Côte d'Opale
  - Champion : 2015, 2016, 2017, 2018

### Bilan par saison
| Saison | Championnat départemental | Championnat régional | Championnat de France          |
| ------ | ------------------------- | -------------------- | ------------------------------ |
| 2015   | champion                  | finaliste            | -                              |
| 2016   | champion (2)              | champion             | phase de poule (11e sur 12)    |
| 2017   | champion (3)              | finaliste            | quart de finaliste (7e sur 12) |
| 2018   |                           | champion (2)         | phase de poule (7e sur 8)      |
| 2019   |                           | champion (3)         | phase de poule (5e sur 8)      |
| 2020   |                           |                      | pas de compétition             |
| 2021   |                           |                      | pas de compétition             |
| 2022   |                           | champion (4)         | finaliste                      |
| 2023   |                           |                      | 5e                             |

## Personnalités

### Joueurs notables
Quentin Gosselin et Martin Wallon commencent le beach soccer dans son club de football, l'AS Étaples, où ils sont membres-fondateurs de la section. En 2017, ils honorent leurs premières sélections en équipe de France.

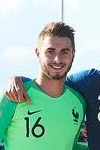
Mathieu Prouvost en équipe de France en 2018.

En 2018, Mathieu Prouvost et Maxime Legal rejoignent l'AS Étaples pour une année couronnée de succès : champion de District, de la Ligue et première participation individuelle au National Beach Soccer. Leurs bonnes prestations leur valent une nouvelle convocation en Équipe de France.